# Historia Społeczności Chrystusa
Historia Społeczności Chrystusa
Ruch Świętych w Dniach Ostatnich powstał na początku lat 30. XIX wieku. Najwcześniejsze wydarzenia, które doprowadziły do powstania tego wyznania związane są z osobą 14-letniego chłopca, Josepha Smitha, który około 1820 roku modlił się w lesie, niedaleko swego rodzinnego domu w Manchesterze, w stanie Nowy Jork. Większość przekazów oznajmia, że gdy szedł on do lasu, aby się modlić, miał stoczyć walkę ze złem i zwątpieniem, a później miał doświadczyć epifanii, czyli wizji, w której zobaczył i zrozumiał Bożą dobroć. Jakieś trzy lata po tym wydarzeniu, 21 i 22 września 1823 roku, miał mu się ukazać prorok Moroni, który przekazał mu, że na górze Cumorah znajdzie złote płytki z wyrytymi na nich inskrypcjami w języku reformowanym egipskim. Jak twierdził Joseph Smith, pod wpływem boskiego natchnienia miał przetłumaczyć ich tekst, który zawarł w Księdze Mormona opublikowanej 26 marca 1830 roku. Następnie 6 kwietnia 1830 r. Joseph Smith założył Kościół Jezusa Chrystusa.

## Wczesne dzieje

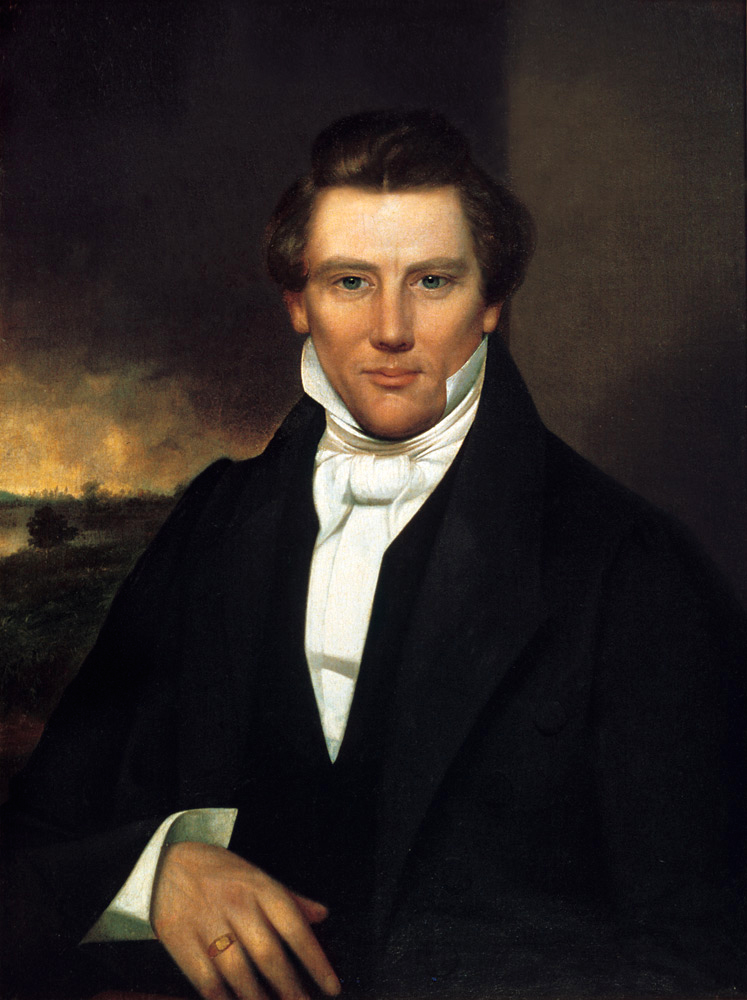
Portret Josepha Smitha ze zbiorów archiwalnych Społeczności Chrystusa

Wczesne dzieje ruchu Świętych w Dniach Ostatnich są jednakowe dla wszystkich denominacji mormońskich. Ruch narodził się w miejscowości Palmyra, w stanie Nowy Jork pod przewodnictwem Josepha Smitha. Razem z Oliverem Cowderym i Johnem Whitmerem, Smith opublikował święte pisma uważane przez jego zwolenników za natchnione oraz założył Kościół Chrystusa. Kościół ten szybko wzrastał, szczególnie dzięki nawróceniu Sidneya Rigdona i wielu wyznawców Kościołów Chrystusowych z Kirtland. Ich zdecydowana wiara obejmująca przekonanie o objawieniu się Boga oraz ich ścisła społeczność czasami wydawały się dziwne, lub nawet groźne dla osób spoza Kościoła. Systematycznie spotykany sprzeciw ze strony sąsiadów powodował, iż pierwsi Święci w Dniach Ostatnich zakładali wiele osad, z których następnie zostali wygnanymi. Przykładami są Kirtland, w stanie Ohio; Independence, w stanie Missouri; Far West, w stanie Missouri i ostatecznie Nauvoo, w stanie Illinois.
Historia dwóch największych denominacji Świętych w Dniach Ostatnich (Kościoła Jezusa Chrystusa Świętych w Dniach Ostatnich i Społeczności Chrystusa) rozchodzi się dopiero po zamordowaniu Josepha Smitha, 27 czerwca 1844 r. w Carthage, w stanie Illinois. Dalsza ewolucja nauk tych dwóch wyznań również okazała się inna, o czym dzisiaj świadczą liczne różnice między nimi.

## Okres dezorganizacji
Po męczeńskiej śmierci Smitha w więzieniu, ruch popadł w zamieszanie i dezorganizację, wywołaną wskutek sporów nad sukcesją. Wśród niektórych przywódców powstały roszczenia do bycia prorokiem, co doprowadziło do utworzenia kilku odłamów Świętych w Dniach Ostatnich. Największa grupa, znana pod nazwą Kościół Jezusa Chrystusa Świętych w Dniach Ostatnich, podążyła za Brighamem Youngiem i osiedliła się w rejonie Wielkiego Jeziora Słonego (obecny stan Utah). Innym frakcjom przewodzili: Sidney Rigdon, James J. Strang, Lyman Wight, Alpheus Cutler, William Smith oraz David Whitmer. W następstwie dezorganizacji Kościoła, terminem „mormoni” zaczęto określać tych Świętych, którym przewodził Brigham Young.

## Reorganizacja Kościoła

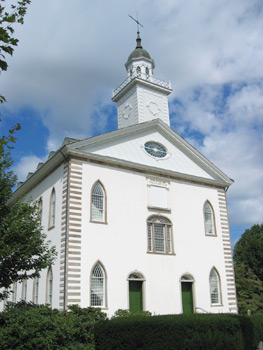
Świątynia Kirtland, wyświęcona w 1836 r. przez Josepha Smitha, należąca do Społeczności Chrystusa

Po śmierci Proroka, niektórzy Święci w Dniach Ostatnich uważali, że Smith mianował swojego najstarszego syna, Josepha Smitha III jako następcę, i oczekiwali, że zajmie on jego miejsce. Faktycznie, sam Joseph Smith, Jr. wybrał swego najstarszego syna na następcę w urzędzie Prezydenta Kościoła, o czym stwierdza jego odręczny dokument z 17 stycznia 1844 r. Jednakże, gdy zmarł mu ojciec, Joseph Smith III miał zaledwie 11 lat, dlatego też jego matka — Emma Hale Smith wraz z całą rodziną zdecydowała pozostać w Nauvoo i nie przyłączać się do któregokolwiek odłamu Świętych.
W latach 50. XIX wieku środkowozachodni Święci w Dniach Ostatnich, którzy nie przyłączyli się do żadnego z odłamów (lub później je opuścili) zaczęli się razem spotykać. Ich przywódcy, m.in. Jason W. Briggs, Zenos H. Gurley, Sr., wezwali Świętych do zreorganizowania Kościoła. Poprosili więc młodego Josepha Smitha III, aby przewodził nowej organizacji. Jednak on zgodził się na to dopiero wówczas, gdy otrzymał osobiste duchowe potwierdzenie słuszności takiego rozwiązania. Podczas konferencji, 6 kwietnia 1860 r. w Amboy, w stanie Illinois, Josepha Smith III został oficjalnie uznany za Prezydenta Zreorganizowanego Kościoła Jezusa Chrystusa Świętych w Dniach Ostatnich, dzisiaj znanego pod nazwą Społeczność Chrystusa. William Marks, były prezydent palika Nauvoo służył Josephowi Smithowi III jako doradca w zreorganizowanym Pierwszym Prezydium.